# Tipula (Acutipula) auspicis
Tipula (Acutipula) auspicis is een tweevleugelige uit de familie langpootmuggen (Tipulidae). De soort komt voor in het Afrotropisch gebied.